# Khenchela
Khenchela (in berbero: Xencelt, ⵅⴻⵏⵛⴻⵍⵜ; in arabo خنشلة) è una città dell'Algeria nordorientale, capoluogo della provincia omonima e del distretto omonimo. La città prende il nome da una figlia della regina guerriera berbera Kahina.
Anticamente era nota con il nome di Mascula; venne fondata forse sotto Traiano da membri della Gens Papiria.